# Judith Esseng Abolo
Judith Aline Esseng Abolo (21 de enero de 1979) es una deportista camerunesa que compitió en judo. Ganó una medalla de bronce en el Campeonato Africano de Judo de 2002 en la categoría de –57 kg.

## Palmarés internacional
| Campeonato Africano | Campeonato Africano | Campeonato Africano | Campeonato Africano |
| Año                 | Lugar               | Medalla             | Categoría           |
| ------------------- | ------------------- | ------------------- | ------------------- |
| 2002                | El Cairo (Egipto)   | Medalla de bronce   | –57 kg              |